# Matthias Urmes
Matthias Urmes (Troisdorf, ...) è un ex giocatore di football americano tedesco, che ha giocato come offensive lineman.

## Palmarès
- 1 Europeo (2014)
- 2 German Bowl (Schwäbisch Hall Unicorns: 2017, 2018)